# 羅克 (密蘇里州)
羅克（英語：Roark）是位於美國密蘇里州巴里縣的鬼鎮。

## 歷史
羅克的郵局於1888年設立，其後於1911年停運。

## 地理
羅克所處的海拔為高於海平面212米（即696英呎），而該地所採用的時區為UTC-6，即北美中部時區（CST）。同時該地設有夏令時間，為UTC-6調快一小時，即UTC-5（CDT）。